# Marcos Parente
Marcos Parente est une municipalité brésilienne située dans l'État du Piauí.